# 포대 실 매듭
일반적으로 포대 실 매듭은  쌀 포대나 소금 포대등 여러 곳에서 사용되는 암놈 실 누빔과   보우라인 매듭의 실을 숫놈으로 결합한 매듭방법이다. 보우라인 매듭을 응용한 이 방법의 매듭은 리본 매듭이 그러하듯이  한쪽 방향은 풀리지 않고 묶여지는 방향이되고 다른 한쪽방향의 실은  한번에 풀리는 방향이다.

## 예
|                                                                       |
| 암놈과 숫놈의 2 줄의 실을 서로 사용한 포대 실 매듭 (좌측에서 풀린다.) |

## 포대실매듭에서의 보우라인매듭
|                                                               |
| 우측에서 풀리는 포대 실 매듭의 방법(우측으로 매듭지어나간다.) |

## 같이 보기
- 사각매듭
- 옭매듭